# Championnat de Birmanie de football 2020
Navigation
Saison précédente Saison suivante
Le Championnat de Birmanie de football 2020 est la treizième édition de la Myanmar National League. Les douze meilleurs clubs du pays sont regroupés au sein d'une poule unique où ils s'affrontent deux fois, à domicile et à l'extérieur. Les deux derniers du classement final sont relégués et remplacés par les deux meilleurs clubs de D2.
Le club de Shan United, le tenant du titre, remporte cette édition. C'est le troisième titre de champion du club.

## Déroulement de la saison
Le championnat débute le 10 janvier 2020, à partir du 1er mars toutes les rencontres se déroulent à huis clos, à cause de la pandémie de Covid-19. Le 24 mars, après la 10e journée, le championnat est suspendu.
Le 10 juin 2020, la fédération et la ligue de football retirent de la compétition Zwekapin United et Chin United, tous leurs résultats sont annulés.
Le 26 août 2020, les rencontres reprennent, elles se déroulent toutes à Yangon.

## Qualifications continentales
Le champion de Birmanie se qualifie pour le tour préliminaire de la Ligue des champions de l'AFC, le vice-champion se qualifie pour la Coupe de l'AFC 2021.

## Les clubs participants
- Yadanarbon FC
- Yangon United
- Magwe FC
- Shan United
- Zwekapin United
- Chin United FC  - Promu de MNL-2
- Southern Myanmar United
- Hantharwady United
- Ayeyawady FC
- Rakhapura United
- Sagaing United
- ISPE - Promu de MNL-2

## Compétition
Le barème utilisé pour établir le classement est le suivant :
- Victoire : 3 points
- Match nul : 1 point
- Défaite : 0 point

| Rang | Équipe                  | Pts | J  | G  | N | P  | Bp | Bc | Diff |
| ---- | ----------------------- | --- | -- | -- | - | -- | -- | -- | ---- |
| 1    | Shan United T           | 44  | 18 | 14 | 2 | 2  | 42 | 16 | +26  |
| 2    | Hantharwady United      | 41  | 18 | 13 | 2 | 3  | 42 | 16 | +26  |
| 3    | Ayeyawady United        | 40  | 18 | 12 | 4 | 2  | 41 | 16 | +25  |
| 4    | Yangon United           | 37  | 18 | 11 | 4 | 3  | 39 | 18 | +21  |
| 5    | Yadanarbon FC           | 20  | 18 | 5  | 5 | 8  | 30 | 30 | 0    |
| 6    | Rakhapura United        | 18  | 18 | 5  | 3 | 10 | 15 | 28 | -13  |
| 7    | Sagaing United          | 17  | 18 | 5  | 2 | 11 | 28 | 38 | -10  |
| 8    | Magwe FC                | 16  | 18 | 4  | 4 | 10 | 23 | 45 | -22  |
| 9    | ISPE P                  | 11  | 18 | 3  | 2 | 13 | 12 | 45 | -33  |
| 10   | Southern Myanmar United | 10  | 18 | 2  | 4 | 12 | 12 | 32 | -20  |
| 11   | Chin United FC          | 0   | 0  | 0  | 0 | 0  | 0  | 0  | 0    |
| 12   | Zwekapin United         | 0   | 0  | 0  | 0 | 0  | 0  | 0  | 0    |

|  | Qualification pour le tour préliminaire de la Ligue des champions de l'AFC 2021 |
|  | Qualification pour la Coupe de l'AFC 2021                                       |
|  | Retiré de la compétition                                                        |
|  | T : Tenant du titre C : Vainqueur de la Coupe de Birmanie P : Promu de MNL-2    |

- Shan United est qualifié pour le tour préliminaire de la Ligue des champions de l'AFC 2021, s'il ne se qualifie pas pour la phase de poule, il est reversé en Coupe de l'AFC 2021. Dans le cas contraire, le troisième place prend sa place en Coupe de l'AFC.

## Bilan de la saison
| Championnat de Birmanie de football 2020              |                        |
| Champion                                              | Shan United (3e titre) |
| Coupes et trophées                                    |                        |
| Vainqueur de la Coupe de Birmanie 2020                | non disputée           |
| Qualifications continentales                          |                        |
| Ligue des champions de l'AFC 2021 (tour préliminaire) | Shan United            |
| Coupe de l'AFC 2021                                   | Hantharwady United     |
| Promotions et relégations                             |                        |
| Promus en Myanmar National League                     |                        |
| Relégués en MNL-2                                     | Chin United FC         |
| Relégués en MNL-2                                     | Zwekapin United        |